# District de Tây Sơn
Tây Sơn est un district de la province de Bình Định dans la région de la côte centrale du Sud du Viêt Nam. 